# Chröpfelimeh
Chrööpfelimee (auch Chröpfelimeh) ist ein alter Stadtzuger Brauch am Sonntag nach Aschermittwoch.

## Ablauf
Beim Einnachten gehen durch die Stadt Zug (mehrheitlich im Bereich der Altstadt) meist kostümierte Sängergruppen und halten überall dort für ein Ständchen an, wo ein Rotlicht darauf hinweist, dass in selbigem Haus ein Paar wartet, das sich im Laufe des letzten Jahres verheiratet hat oder deren Hochzeit unmittelbar bevorsteht.
Als Gegenleistung erhalten die Sängerinnen und Sänger Wein und Krapfen ("Chröpfeli"), die in einem Korb heruntergelassen werden.

## Geschichte
Der traditionelle Brauch ist mehr als 150 Jahre alt (erstmals 1847 urkundlich erwähnt). Er erinnert daran, wie in früheren Zeiten ein heiratswilliger junger Mann von seinen noch ledigen Freunden verabschiedet wurde. Jahrzehntelang wurde der Anlass von der Trachtengruppe der Stadt Zug koordiniert. Seit 2008 nimmt die Zunft der Schneider, Tuchscherer und Gewerbsleute diese Aufgabe wahr. Viele der Sängergruppen nehmen mittlerweile seit Jahrzehnten am Brauchtum teil.